# Laz Aziz Ahmed Paša
Laz Aziz Ahmed Paša (? – březen 1819) byl osmanský státník lazského původu. V letech 1811-12 byl také velkovezírem.

## Životopis
Ahmed Paša sloužil nejprve jako janičář a později povýšil na titul Kapıcıbaşı. Stal se mimo jiné i guvernérem Brăila. Během Rusko-turecké války byl vyslán do Erzurumu, kde vedl osmanskou armádu. Po prvních vítězných bitvách byl jmenován velkovezírem. Nicméně po podepsání Bukurešťské smlouvy byl nazván nekompetentním. Dne 5. září 1812 byl sesazen z funkce a nahrazen Hurshidem Pašou. V roce 1814 se stal guvernérem Bursy, Aleppa a Erzurumu. Zemřel v březnu roku 1819 v Erzurumu.